# 休山
休山（やすみやま）は、広島県呉市にある山である。瀬戸内海国立公園の区域に指定されている。厳密には、"休山"とは呉市宮原地区から阿賀地区にかけてそびえる標高497mの山のみを指すのだが、この山は独立峰ではなく、三津峰山、日佐護山といった周辺の山々と丘陵を形成しており、またこれらの山とたくさんの道でつながっているため、地元で「休山」と言うと、呉市中央地区から宮原・阿賀地区を経て警固屋地区に至る連峰のことを指す場合が多い。ここでは休山本体と、関係の深いそれらの山々を複合的に記述する。

## 施設
- 頂上展望台
- 呉テレビ・FMラジオ中継局（後述）
- KDDI電波中継所

## 呉テレビ・FMラジオ中継局

### 地上波デジタルテレビジョン放送
| ID | 放送局名              | 物理 チャンネル | 空中線 電力 | ERP | 放送 対象地域 | 放送区域 内世帯数 |
| -- | --------------------- | --------------- | ----------- | --- | ------------- | ----------------- |
| 1  | NHK 広島総合          | 14              | 30W         | 72W | 広島県        | 約57,000世帯      |
| 2  | NHK 広島Eテレ         | 15              | 30W         | 72W | 全国          | 約57,000世帯      |
| 3  | RCC 中国放送          | 18              | 30W         | 66W | 広島県        | 約57,000世帯      |
| 4  | HTV 広島テレビ放送    | 19              | 30W         | 66W | 広島県        | 約57,000世帯      |
| 5  | HOME 広島ホームテレビ | 22              | 30W         | 69W | 広島県        | 約57,000世帯      |
| 8  | TSS テレビ新広島      | 23              | 30W         | 66W | 広島県        | 約57,000世帯      |

- 放送エリアは、呉市と江田島市の各一部地域。
- JNN系列局のRCCのリモコンキーIDが大半のJNN系列局（一部のANN系列局も）が使う「6」でも自社のアナログ親局チャンネルであった「4」でもなく「3」なのは、当初は北海道放送（HBC）等と同じ「1」を選択したが、アナログ親局が1chでない場合はNHK総合が「1」のため民放最小番号となる「3」を選択した。これによりRCCだけが唯一全国標準のリモコンキーIDにしなかった。
- 隣接県で「6」を使うJNN系列の山陰放送（BSS）・RSK山陽放送（RSK）・あいテレビ（ITV）は広島県で受信する場合もそのまま「6」となる。
- 山形県・山梨県・福井県・高知県・大分県と同様にリモコンキーIDの配列が開局順となったほか、「8」を使うFNN系列のtssだけが“飛び地”となって仲間外れ状態になった（これは宮城・長崎・熊本・鹿児島の各県と同じ傾向）。

### 地上波アナログテレビジョン放送
| チャンネル | 放送局名              | 空中線 電力        | ERP                | 放送対象地域 | 放送区域 内世帯数 |
| ---------- | --------------------- | ------------------ | ------------------ | ------------ | ----------------- |
| 1          | NHK 広島Eテレ         | 映像66W /音声16.5W | 映像48W /音声12W   | 全国         | 約51,000世帯      |
| 5          | HTV 広島テレビ放送    | 映像71W /音声17.5W | 映像49W /音声12W   | 広島県       | 約51,000世帯      |
| 9          | RCC 中国放送          | 映像74W /音声18.5W | 映像50W /音声12.5W | 広島県       | 約51,000世帯      |
| 11         | NHK 広島総合          | 映像76W /音声19W   | 映像48W /音声12W   | 広島県       | 約51,000世帯      |
| 24         | HOME 広島ホームテレビ | 映像300W /音声75W  | 映像720W /音声180W | 広島県       | 不明              |
| 26         | TSS テレビ新広島      | 映像300W /音声75W  | 映像810W /音声200W | 広島県       | 不明              |

- VHF局は周辺局との混信を防ぐために各局空中線電力が異なっている。
- また、VHF局のERPも空中線電力より弱くなっている。

### FMラジオ放送
| 周波数 （MHz） | 放送局名             | 空中線 電力 | ERP | 放送対象地域 | 放送区域 内世帯数 |
| -------------- | -------------------- | ----------- | --- | ------------ | ----------------- |
| 81.7           | HFM 広島エフエム放送 | 10W         | 25W | 広島県       | 約51,000世帯      |
| 83.7           | NHK広島FM            | 10W         | 26W | 広島県       | 約51,000世帯      |